# تسیسوو (استان اشوی‌داشکسیه)
تسیسوو (به لهستانی: Cisów) یک منطقهٔ مسکونی در لهستان است که در گمینا دالشتسه واقع شده‌است. تسیسوو ۱٬۲۳۲ نفر جمعیت دارد.